# Patrick Fernandez
Patrick Fernandez, né le 4 mars 1952 en Algérie, est un pilote motocycliste français de vitesse.
En 1972 il est Champion de France en 125 cm3, puis en 1973 il obtient le titre en 250 cm3. En 1974 il est vice-champion de France en 250 cm3 derrière Michel Rougerie, et en 1976 il devient Champion de France Inters en 250 cm3.
Sa carrière en compétitions mondiales s'étale de 1975 à 1985, essentiellement en 250 et 350 cm3.
Il remporte trois épreuves du Championnat du monde de vitesse:  dans la catégorie 350 cm3 en 1979 (Grand Prix de France au Circuit Bugatti du Mans sur Yamaha) et 1981 (Grand Prix d'Autriche au Salzburgring sur Yamaha), puis dans celle 250 cm3 en 1984 en Afrique du Sud sur Yamaha. 
Il termine vice-champion du monde 350 cm3 en 1979, et troisième du championnat du monde 250 cm3 en 1978. Il obtient au total 26 podiums, et il inscrit en tout 537 points entre les diverses cylindrées.

## Victoires nationales (26)
- 1972 : Circuit de Vitesse de Cannes (125 cm3), Circuit de Vitesse de la Côte d'Azur (125 cm3), Circuit d'Annemasse (350 cm3) et Circuit de Tours (125 cm3) ;
- 1973 : Circuit de Vitesse de Pau-Lescar (250 cm3), Circuit de Vitesse de Cannes (125 et 250 cm3) et Circuit de Tours (125 et 250 cm3) ;
- 1974 : Circuit International de Rouen (125 cm3), Circuit de Vitesse de Pau-Lescar (250 cm3), Circuit International de Nogaro (Paul-Armagnac, en 250 cm3), Circuit de Vitesse de La Châtre (125 cm3), 200 Miles du Paul Ricard (au Castellet, en 250 cm3), Circuit de Vitesse de Cannes (125 et 250 cm3), Ronde des Saisons du Castellet (250 cm3) et Coupe des Vendanges de Mireval (125 cm3) ;
- 1975 : Circuit International de Nogaro (125 cm3), Circuit International de Dijon (125 cm3), Prix F.I.M. de Formule 750 à Magny-Cours (250 cm3) et Coupe des Vendanges de Mireval (250 cm3);
- 1976 : Prix F.I.M. de Formule 750 à Magny-Cours (350 cm3) et Circuit International d'Avignon (250 cm3) ;
- 1977 : Circuit International d'Avignon (250 cm3) ;
- 1980 : Moto Journal 200 miles (500 cm3).